# Pipilo erythrophthalmus
El rascador zarcero (Pipilo erythrophthalmus) también denominado toquí flanquirrufo,  rascador nororiental o ojirrojo, chingolo punteado y toquí pinto, es una especie de ave paseriforme de la familia de los passerellida que vive en América. Su taxonomía es un tema debatido en ornitología, pues algunos consideran como una sola especie a una serie de poblaciones morfológicamente diversas entre sí que se distribuyen por América del Norte, México y Guatemala, mientras que otras opiniones las juzgan como dos, tres, o cuatro especies diferentes.
El presente artículo se basa en la lista de aves de Sibley-Monroe, que toma en cuenta una sola especie. Para el caso de Estados Unidos, la Unión de Ornitólogos de ese país reconoce dos especies: P. erythrophtalmus y P. maculatus, criterio que sigue la Unión Internacional para la Conservación de la Naturaleza. En México existen dos variedades autóctonas, que suelen ser consideradas a nivel de subespecie o especie: P. (e.) macronyx y P. (e.) socorrensis. 

## Descripción

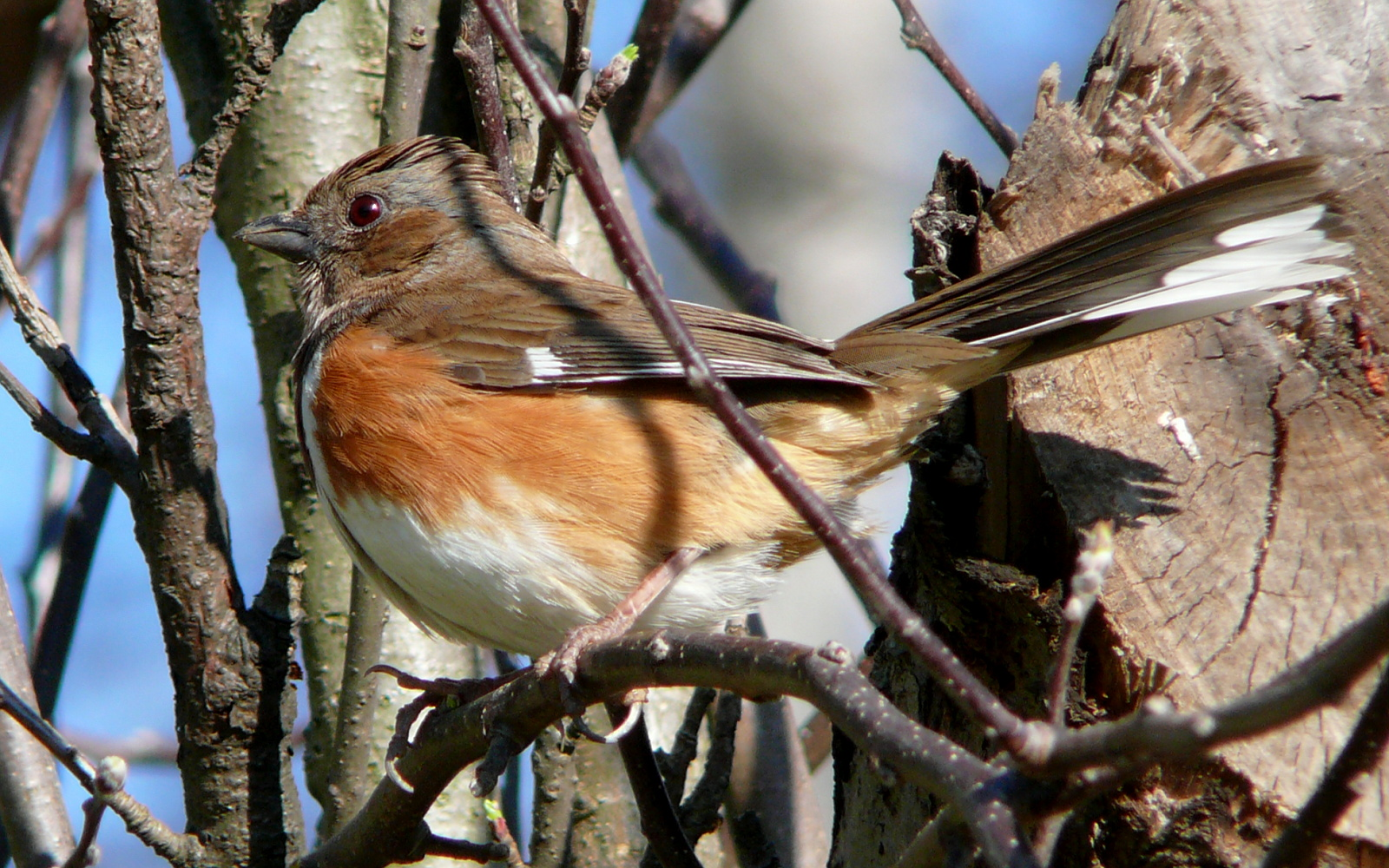
Hembra del grupo erythrophthalmus.

Estas aves miden entre 18 y 21 cm de longitud, son de ojos rojos y presentan ligero dimorfismo sexual. El macho tiene la cabeza, la parte superior del pecho y las partes dorsales negras o pardas oscuras, con algunas manchas claras en espalda, alas y cola; los flancos son color canela y el pecho es blanco. La hembra mantiene el mismo patrón, pero es menos oscura en las partes superiores.
Peterson y Chalif distinguen cuatro morfos, que podrían constituir subespecies o especies:

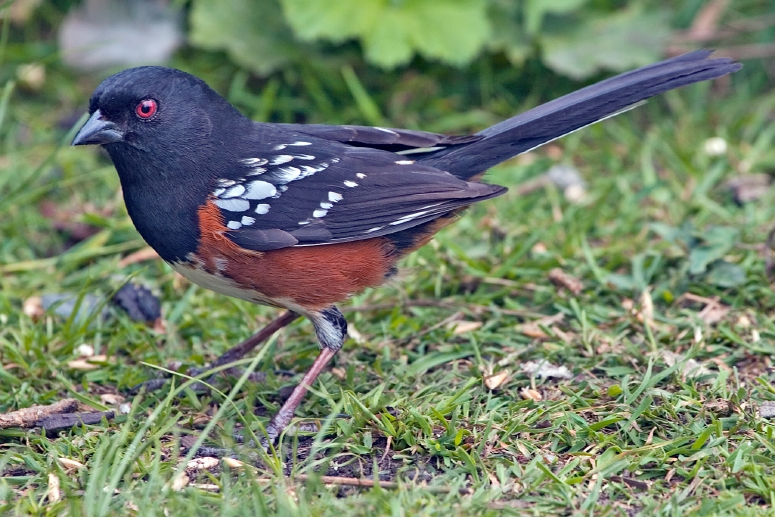
Macho del grupo maculatus, con la espalda manchada. Columbia Británica (Canadá).

1. El rascador del este (grupo erythrophthalmus). Las partes dorsales negras o pardas muy oscuras, con algunas manchas blancas en las alas pero no en la espalda. Habita en el este de los Estados Unidos.
2. El rascador manchado (grupo maculatus). Con las partes dorsales negras o pardas oscuras, con manchas blancas en alas y espalda. Oeste de Norteamérica, México y Guatemala.
3. El rascador de espalda olivácea (grupo macronyx). Con las partes dorsales color pardo oliváceo, con manchas claras en espalda y alas. Centro de México.
4. El rascador de Socorro (grupo socorrensis). Sensiblemente más pequeño que los demás. De color gris en las partes dorsales, con manchas más claras en la espalda. Isla Socorro (México).

La American Ornithologists' Union reconoce dos especies, la especie del este (P. erythrophthalmus) y la del oeste (P. maculatus), y dentro de esta última incluye los morfos de Socorro y del centro de México. Sin embargo, la población de Socorro es en ocasiones considerada una especie distinta.
Los tres morfos de tierra firme son capaces de entrecruzarse. El morfo maculatus se sobrelapa en su distribución con los otros dos. Adicionalmente, este morfo se hibrida en México con el rascador pinto collarejo (P. ocai).
Buscan su alimento buscando alimento en el suelo, entre la hojarasca seca, o entre los arbustos. Se alimentan de artrópodos, semillas y frutos. Habitan áreas ricas en vegetación arbustiva, como bosques abiertos, ecotonos, chaparrales, matorrales y también jardines de ciudades.